# Эсенкожоев, Кусеин

К. Эсенкожоев с писателями А.Фадеевым и В.Гроссманом, Одесса, 1939 год

Кусеин Эсенкожоев (20 мая 1920, Ичке-Булун, Туркестанская АССР — 15 марта 1944) — советский киргизский прозаик и поэт, переводчик. Член Союза писателей СССР (с 1939).
Первый киргизский писатель-фантаст.

## Биография
Родился 20 мая 1920 года в селе Ичке-Булун (ныне — Джети-Огузского района Иссык-Кульской области).
Сын муллы. Рано остался сиротой, воспитывался в семье дяди.
В 1938 году с отличием окончил педагогическое училище, продолжил учёбу в педагогическом институте. После училища работал редактором в киргизском государственном издательстве, был заведующим секцией детской литературы.
Участник Великой Отечественной войны. Оставив учёбу на третьем курсе института, добровольцем вступил в ряды РККА. Был направлен на ускоренные командирские курсы в Алма-Ате и, получив звание лейтенанта, 14 декабря 1941 года отправлен на фронт.
Командиром миномётного взвода воевал под Калугой, Донецком, на Днепре, был ранен. 15 марта 1944 года погиб на передовой.

## Творчество
Кусеин Эсенкожоев — автор ряда произведений и переводов для детей и юношества, фантастических произведений.
Дебютировал, опубликовав свои рассказы в Казани ещё латиницей. В 1937 в своём произведении описывает полет в космос на аппарате шаровидной формы человека и собаки, чем, по мнению, киргизских комментаторов, предвосхитил первые полеты в космос собак и человека в СССР в 1960-е годы.

## Избранная библиография
- «Шарше» (рассказы, 1937)
- «Мальчик-путешественник» (рассказы, 1937)
- «Третий шар» (рассказы, 1937)
- «Сын Родины» (1938)
- «Тайна крылатых» (1939)
- «Пламенная юность» (1952)
- «Рассказы и стихи» (1957)
- «Избранное» (1972)
- «Птицы нашей земли» (1989 и 1990)
- «Кусейин Эсенкожоев» и «Наш Кусейин» (сборники, 2011).

Занимался переводами на киргизский язык стихов и прозы русских и зарубежных авторов, в частности, А. Пушкина, М. Лермонтова, К. Чуковского, С. Михалкова, Джонатана Свифта, Дж. Байрона и др.

## Награды
- орден Красной Звезды
- Медаль «За отвагу».